# Gymnosporangium clavipes
Gymnosporangium clavipes är en svampart som beskrevs av Cooke & Peck 1873. Gymnosporangium clavipes ingår i släktet Gymnosporangium och familjen Pucciniaceae.   Inga underarter finns listade i Catalogue of Life.